# Viru Õlu
Viru Õlu war eine estnische Brauerei und Getränkefabrik mit Sitz in Haljala (Kreis Lääne-Viru).
Im Sommer 1975 wurde die Brauerei als Kolchosebetrieb Viru ins Leben gerufen, benannt nach der nordestnischen Region Wierland. Von 1975 bis 1988 wurden in Haljala die Biere Ziguli eripruul, Riia, Moskva und Kuldne oder für den sowjetischen Markt hergestellt. 1990 wurde mit Viru das erste Schwarzbier gebraut. Seit 1991 wird die Marke Toolse in Haljala produziert, zu Weihnachten 1992 das Saisonbier Jõulumees.
1991 wurde der sowjetische Betrieb privatisiert und in die Aktiengesellschaft AS Viru Õlu umgewandelt. Letzter Großaktionär war die dänische Brauerei Harboes Bryggeri A/S. Seit 1993 wurde in Haljala die Marke Palmse gebraut, seit 1994 die Biere Vihula, Lihavõtte und Jaanik. Weitere Biermarken von Viru Õlu waren Mihkli, Frederik Premium, Frederik Pilsner, Bear Beer, Vahva Sõdur, Viru Preemium und Pulsi. Die Bierproduktion endete 2020.
Daneben produziert Viru Õlu die Erfrischungsgetränke Orange, Original taste Cola, Aqua vesi, Mõmmi, Fine, Mödu, Jäätee Exotic und Kingsway, den Energydrink Hustler, Apfelschaumwein und verschiedene Sirups. Viru Õlu exportierte seine Produkte nach Lettland, Litauen, Dänemark und Italien.
2022 wurde das Unternehmen geschlossen.